# Upplands runinskrifter 759
Upplands runinskrifter 759 är en runsten som nu är uppställd i Skolparken i Enköping, Uppland. Stenen är imålad vid ett flertal tillfällen.

## Inskriften
Translitterering av runraden:
birynhiifʀ : ak : hrifnkʀ : ak : sik:ualti : utu : risa : stin : þini : at : askiʀ : faþur : sin : kuþ trutin : hilbi : anta : hans : bitr : þan : han : hifiʀ : til : kart : tiþkumi : risti : runaʀ : þasi
Normalisering till runsvenska:
Bryniulfʀ(?) ok Hræfningʀ(?) ok Sigvaldi letu ræisa stæin þenna at Asgæiʀ, faður sinn. Guð drottinn hialpi anda hans bætr þæn hann hæfiʀ til gært. Tiðkumi risti runaʀ þessi.
Översättning till nusvenska:
Brynjulv och Rävning (?) och Sigvalde läto resa denna sten efter Åsger, sin fader. Herren Gud hjälpe hans ande bättre än han har gjort sig förtjänt av. Tidkume ristade dessa runor.